# Gabriel Enache
 Gabriel Nicolae Enache  (n. 18 august 1990, Colibași, România) este un fotbalist român liber de contract, care joacă pe post de mijlocaș sau fundaș. Pe plan internațional, are prezențe la națională pentru România Sub-21 și România. din  și la echipa națională de fotbal a României.
A debutat la națională pe 7 septembrie 2014 într-un meci cu Grecia contând pentru calificările la Euro 2016, înlocuindu-l pe Alexandru Maxim.
S-a căsătorit în mai 2014 cu Mădălina de care a divorțat între timp, căsătorindu-se între timp cu actuala soție, Lena.

## Palmares
Astra Giurgiu
- Liga I (1): 2015-16
- Cupa României (1): 2013–14
- Supercupa României (1): 2014

Steaua București
- Cupa Ligii (1): 2015-2016